# بارشيم
بارشيم (بالألمانية: Parchim) هي بلدة ألمانية تقع في ألمانيا في مكلنبورغ فوربومرن. يقدر عدد سكانها بـ 17,674 نسمة .

## المدن التوأمة
مدن نويمونستر، سان ديزييه وPeer هي مدن توأمة لـبارشيم.

## أعلام
- مارتينا شميت
- هيلموت فون مولتكه
- إريك فايل
- مانفريد فالتر
- إليسا لومان
- يوهان جاكوب إنجل